# ロイ・エストラーダ
ロイ・エストラーダ（Roy Estrada、1943年4月17日 - ）は、アメリカ合衆国のベーシスト、作曲家。フランク・ザッパが率いたザ・マザーズ・オブ・インヴェンション（以下、MOI）のオリジナル・メンバーで、MOIの同僚だったローウェル・ジョージとリトル・フィートを結成した。2012年1月からテキサス州の刑務所に服役している。

## 来歴
カリフォルニア州サンタアナにて、ヒスパニックの家系に生まれる。本名は、ロイ・ラルフ・モレマン・グアカモーレ・グアダルーペ・イダルゴ・エストラーダ（Roy Ralph Moleman Guacamole Guadalupe Hidalgo Estrada）。アコーディオン、ギターを経て12歳の時にベース・ギターを弾くようになった。16歳の時から音楽活動を始め、1960年にはロイ・エストラーダ・アンド・ザ・ロケッティアーズを結成してシングルを発表した。
1964年、レイ・コリンズ（ボーカル）、ジミー・カール・ブラック（ドラムス）らとR&Bグループのザ・ソウル・ジャイアンツを結成。彼等は1965年にザッパを迎えてバンド名をザ・マザーズに変更し、さらにデビュー・アルバム『フリーク・アウト!』（1966年）の発表に際して正式にMOIを名乗るようになった。エストラーダはMOIのオリジナル・メンバーとしてベース・ギターとファルセット・ボーカルを担当した。
1969年10月にザッパがMOIの解散を宣言すると、同年5月に薬物摂取を理由にMOIを解雇されたローウェル・ジョージとリトル・フィートを結成した。そして2作のアルバムの制作に携わったが、支持がほとんど得られなかったので、2作目の『セイリン・シューズ』をもって離脱した。
1972年、ドン・ヴァン・ヴリートが率いるキャプテン・ビーフハート・アンド・ザ・マジック・バンドに加入して、アルバム『クリア・スポット』の制作とライブ活動に携わった。
1975年9月、MOIに復帰して12月までの国内及びカナダでのツアーに参加。1976年1月から3月まで、MOI最後のライブ活動となったハワイ、日本、オーストラリア、ニュージーランド、ヨーロッパを巡るワールド・ツアーに参加し、2月にはMOIにとってもザッパにとっても唯一の日本公演のメンバーとして来日した。ツアー終了後、MOIを消滅させてソロ活動に専念するようになったザッパの『ズート・アリュアーズ』（1976年）の制作に参加。その後も彼の『たどり着くのが遅すぎて溺れる魔女を救えなかった船』（1982年）、『ザ・マン・フロム・ユートピア』（1983年）などのアルバムに参加した。
下記の罪状で服役して2002年に釈放され、音楽界に復帰してMOIの元メンバーとともにザ・グランドマザーズのライブ活動を不定期に開催した。

## 服役
1977年、児童性的虐待の容疑で逮捕されて有罪判決を受けた。
1994年、同罪で2回目の逮捕となり、懲役6年の判決を受けて服役した。2002年に釈放された。
2008年より近所の子供達に性的虐待を繰り返していた容疑で2011年に3回目の逮捕。2012年1月に懲役25年の判決を受け、音楽界に復帰する可能性をほぼ完全に失った。

## ディスコグラフィ

### ザ・マザーズ・オブ・インヴェンション
ザッパの生前に発表されたものに限る。

#### オリジナル・アルバム
- フリーク・アウト!　Freak Out!（1966年）
- アブソリュートリー・フリー　Absolutely Free（1967年）
- ウィー・アー・オンリー・イン・イット・フォー・ザ・マニー　We're Only In It For The Money（1968年）
- クルージング・ウィズ・ルーベン&ザ・ジェッツ　Cruising With Ruben & The Jets（1968年）
- アンクル・ミート　Uncle Meat（1969年）
- バーント・ウィーニー・サンドウィッチ　Burnt Weeny Sandwich（1970年）
- いたち野郎　Weasels Ripped My Flesh（1970年）
- アヘッド・オブ・ゼア・タイム　Ahead Of Their Time（1993年）

#### 編集アルバム
- マザーマニア　Mothermania（1969年）

### リトル・フィート
- リトル・フィート・ファースト　Little Feat（1971年）
- セイリン・シューズ　Sailin' Shoes（1972年)

### キャプテン・ビーフハート・アンド・ザ・マジック・バンド

#### オリジナル・アルバム
- クリア・スポット　Clear Spot（1973年）

#### 編集アルバム
- グロウ・フィンズ:レアリティーズ 1965–1982　Grow Fins: Rarities 1965–1982[注釈 3]（1999年）
- ザ・ダスト・ブロウズ・フォワード(アン・アンソロジー)　The Dust Blows Forward (An Anthology)（1999年）
- サン・ズーム・スパーク:1970・トゥ・1972　Sun Zoom Spark: 1970 To 1972（2014年）

### フランク・ザッパ
『文明、第三期』以外、ザッパの生前に発表されたものに限る。
オリジナル・アルバム
- ズート・アリュアーズ　Zoot_Allures（1976年）
- 黙ってもう少しギターを弾いてくれ　Shut Up 'N Play Yer Guitar Some More（1981年）
- たどり着くのが遅すぎて溺れる魔女を救えなかった船　Ship Arriving Too Late To Save A Drowning Witch（1982年）
- ザ・マン・フロム・ユートピア　The Man From Utopia（1983年）
- ベイビー・スネイクス　Baby Snakes（1983年）
- ゼム・オア・アス　Them Or Us（1984年）
- シング・フィッシュ　Thing-Fish（1984年）
- 文明、第三期　Civilization Phaze III（1994年）

コンピレーション・アルバム
- オールド・マスターズ・ボックス1　The Old Masters Box One（1985年）
- オールド・マスターズ・ボックス2　The Old Masters Box Two（1986年）
- オン・ステージ Vol.1　You Can't Do That On Stage Anymore Vol. 1（1988年）
- オン・ステージ Vol.3　You Can't Do That On Stage Anymore Vol. 3（1989年）
- オン・ステージ Vol.4　You Can't Do That On Stage Anymore Vol. 4（1991年）
- オン・ステージ Vol.5　You Can't Do That On Stage Anymore Vol. 5（1992年）
- オン・ステージ Vol.6　You Can't Do That On Stage Anymore Vol. 6（1992年）

## フィルモグラフィ
参考文献に基づく。
- ベイビー・スネイクス　Baby Snakes（1979年）[10][11]
- Video from Hell（1987年）[12][13]
- Uncle Meat（1987年）[14][15]
- The True Story of Frank Zappa's 200 Motels（1989年）[16][17]